# Championnat de France féminin de handball 1981-1982
Navigation
Saison 1980-1981 Saison 1982-1983
Le championnat de France féminin de handball 1981-1982 est la 31e édition du plus haut niveau des clubs féminins de handball en France. 
Le titre de champion de France de Nationale 1 est remporté pour la première fois par l'US Dunkerque devant le Paris UC.

## Première phase
| - Qualifié pour la poule haute - Reversé en poules basses (N1B) | - T : Tenant du titre - P : Promu de Nationale 2 en début de saisons |

### Poule A
Le classement final de la première phase est :
|   | Équipe                        | Pts | J  | G | N | P | Bp  | Bc  | Diff |
| - | ----------------------------- | --- | -- | - | - | - | --- | --- | ---- |
| 1 | US Dunkerque                  | 26  | 10 | 7 | 2 | 1 | 185 | 147 | 38   |
| 2 | Paris UC T                    | 24  | 10 | 5 | 4 | 1 | 173 | 153 | 20   |
| 3 | ASPTT Strasbourg              | 22  | 10 | 5 | 2 | 3 | 187 | 184 | 3    |
| 4 | AS Mantes P                   | 18  | 10 | 3 | 2 | 5 | 195 | 211 | -16  |
| 5 | CEP Saint-Nicolas-d'Aliermont | 17  | 10 | 2 | 3 | 5 | 145 | 163 | -18  |
| 6 | AS Chemaudin P                | 13  | 10 | 0 | 3 | 7 | 168 | 195 | -27  |

Les résultats des matchs sont, :
- 1re journée du 9 janvier 1982 : PUC - Saint-Nicolas-d'Aliermont 15-15; ASPTT Strasbourg - AS Mantes 23-21; US Dunkerque - AS Chemaudin 24-9.
- 2e journée des 16-17 janvier 1982 : Saint-Nicolas-d'Aliermont - ASPTT Strasbourg 19-17; US Dunkerque - AS Mantes 21-16; AS Chemaudin - PUC 18-18.
- 3e journée des 23-24 janvier 1982 : ASPTT Strasbourg - PUC 14-14; AS Mantes - AS Chemaudin 21-20; US Dunkerque - Saint-Nicolas-d'Aliermont 15-12.
- 4e journée des 30-31 janvier 1982 : PUC - AS Mantes 24-19; ASPTT Strasbourg - US Dunkerque 16-16; Saint-Nicolas-d'Aliermont - AS Chemaudin 19-19.
- 5e journée des 6-7 février 1982 : US Dunkerque - PUC 14-14; AS Mantes - Saint-Nicolas-d'Aliermont 18-18; ASPTT Strasbourg - AS Chemaudin 17-16.
- 6e journée des 13-14 février 1982 : PUC - Saint-Nicolas-d'Aliermont 11-8; ASPTT Strasbourg - AS Mantes 28-24; US Dunkerque - AS Chemaudin 19-17.
- 7e journée du 20-21 février 1982 : US Dunkerque - AS Mantes 20-17; ASPTT Strasbourg - CEP Saint-Nicolas-d'Aliermont 21-13; PUC - AS Chemaudin 18-15.
- 8e journée des 6-7 mars 1982 : PUC - ASPTT Strasbourg 17-14; AS Chemaudin - AS Mantes 21-21 ; US Dunkerque - CEP Saint-Nicolas-d'Aliermont 16-10.
- 9e journée des 13-14 mars 1982 : AS Mantes - PUC 21-10; US Dunkerque - ASPTT Strasbourg 25-14; CEP Saint-Nicolas-d'Aliermont - AS Chemaudin 15-14.
- 10e journée des 20-21 mars 1982 : PUC - US Dunkerque 22-15; AS Mantes - CEP Saint-Nicolas-d'Aliermont 17-16; ASPTT Strasbourg - AS Chemaudin 23-19.

### Poule B
Le classement final de la première phase est :
|   | Équipe        | Pts | J  | G | N | P | Bp  | Bc  | Diff |
| - | ------------- | --- | -- | - | - | - | --- | --- | ---- |
| 1 | Bordeaux EC   | 28  | 10 | 8 | 2 | 0 | 229 | 158 | 71   |
| 2 | PLM Conflans  | 24  | 10 | 6 | 2 | 2 | 195 | 171 | 24   |
| 3 | Troyes OS     | 20  | 10 | 4 | 2 | 4 | 182 | 185 | -3   |
| 4 | US Ivry       | 18  | 10 | 4 | 0 | 6 | 192 | 190 | 2    |
| 5 | UJLRS Le Mans | 15  | 10 | 9 | 1 | 7 | 162 | 201 | -39  |
| 6 | ASPTT Paris P | 15  | 10 | 2 | 1 | 7 | 131 | 197 | -66  |

Les résultats des matchs sont, :
- 1re journée du 9 janvier 1982 : Troyes OS - US Ivry 19-14; Bordeaux EC - UJLRS Le Mans 23-15; PLM Conflans - ASPTT Paris 22-15.
- 2e journée des 16-17 janvier 1982 : ASPTT Paris - Troyes OS 14-14; Bordeaux EC - US Ivry 21-17; PLM Conflans - UJLRS Le Mans 22-16.
- 3e journée des 23-24 janvier 1982 : Troyes OS - PLM Conflans 20-19; US Ivry - UJLRS Le Mans 25-19; Bordeaux EC - ASPTT Paris 29-19.
- 4e journée des 30-31 janvier 1982 : PLM Conflans - US Ivry 22-19; Bordeaux EC - Troyes OS 18-16; ASPTT Paris - UJLRS Le Mans 17-11.
- 5e journée des 6-7 février 1982 : Bordeaux EC - PLM Conflans 20-20; ASPTT Paris - US Ivry 19-16; UJLRS Le Mans - Troyes OS 21-21.
- 6e journée des 13-14 février 1982 : PLM Conflans - ASPTT Paris 16-7; US Ivry - Troyes OS 26-22; Bordeaux EC - UJLRS Le Mans 25-16.
- 7e journée des 20-21 février 1982 : Troyes OS - ASPTT Paris 18-13; Bordeaux EC - US Ivry 27-13; PLM Conflans - UJLRS Le Mans 20-17.
- 8e journée des 6-7 mars 1982 : PLM Conflans - Troyes OS 20-16; UJLRS Le Mans - US Ivry 20-16; Bordeaux EC - ASPTT Paris 24-15.
- 9e journée des 13-14 mars 1982 : US Ivry - PLM Conflans 23-16; Bordeaux EC - Troyes OS 24-13; UJLRS Le Mans - ASPTT Paris 19-9.
- 10e journée des 21-22 mars 1982 : US Ivry - ASPTT Paris 22-13; Troyes OS - UJLRS Le Mans 23-16; PLM Conflans - Bordeaux EC 18-18.

### Poule C
Le classement final de la première phase est :
|   | Équipe                | Pts | J  | G | N | P | Bp  | Bc  | Diff |
| - | --------------------- | --- | -- | - | - | - | --- | --- | ---- |
| 1 | ASU Lyon              | 27  | 10 | 8 | 1 | 1 | 204 | 169 | 35   |
| 2 | ASPTT Nice P          | 23  | 10 | 5 | 3 | 2 | 161 | 154 | 7    |
| 3 | Racing Club de France | 22  | 10 | 6 | 0 | 4 | 191 | 170 | 21   |
| 4 | JS Villersexel P      | 17  | 10 | 3 | 1 | 6 | 168 | 173 | -5   |
| 5 | Stade français BAC    | 16  | 10 | 2 | 2 | 6 | 120 | 151 | -31  |
| 6 | ASPTT Bar-le-Duc      | 15  | 10 | 2 | 1 | 7 | 157 | 184 | -27  |

Les résultats des matchs sont, :
- 1re journée des 9-10 janvier 1982 : ASPTT Nice - RC France 21-15; JS Villersexel - Stade Français BAC 13-12; ASU Lyon - ASPTT Bar-le-Duc 20-18.
- 2e journée des 16-17 janvier 1982 : ASU Lyon - Stade Français BAC 16-13; ASPTT Bar-le-Duc - RC France 25-22; JS Villersexel - ASPTT Nice 16-16.
- 3e journée des 23-24 janvier 1982 : RC France - JS Villersexel 23-13; Stade Français BAC - ASPTT Bar-le-Duc 13-13; ASU Lyon - ASPTT Nice 27-16.
- 4e journée des 30-31 janvier 1982 : ASU Lyon - JS Villersexel 19-15; RC France - Stade Français BAC 18-5; ASPTT Nice - ASPTT Bar-le-Duc 22-14.
- 5e journée des 6-7 février 1982 : ASU Lyon - RC France 27-18; Stade Français BAC - ASPTT Nice 12-10; JS Villersexel - ASPTT Bar-le-Duc 12-11.
- 6e journée des 13-14 février 1982 : ASPTT Nice - RC France 19-15; Stade Français BAC - JS Villersexel 18-16; ASU Lyon - ASPTT Bar-le-Duc 18-17.
- 7e journée des 20-21 février 1982 : ASU Lyon - Stade Français BAC 19-11; ASPTT Nice - JS Villersexel 15-14; RC France - ASPTT Bar-le-Duc 19-11.
- 8e journée des 6-7 mars 1982 : RC France - JS Villersexel 22-20; ASPTT Bar-le-Duc - Stade Français BAC 20-15; ASPTT Nice - ASU Lyon 15-15.
- 9e journée des 13-14 mars 1982 : RC France - Stade Français 13-8; ASU Lyon - JS Villersexel 22-20; ASPTT Nice - ASPTT Bar-le-Duc 14-13.
- 10e journée des 20-21 mars 1982 : RC France - ASU Lyon 26-21 ASPTT Nice - Stade Français BAC 13-13; JS Villersexel - ASPTT Bar-le-Duc 29-15.

## Deuxième phase
Les résultats des équipes issues d'une même poule sont conservés.
- Champion de France
- Relégué en Nationale 2

### Poule finale de Nationale 1A
Le classement final est, :
|   | Équipe       | Pts | J  | G | N | P | Bp  | Bc  | Diff |
| - | ------------ | --- | -- | - | - | - | --- | --- | ---- |
| 1 | US Dunkerque | 26  | 10 | 7 | 2 | 1 | 208 | 169 | 39   |
| 2 | Paris UC T   | 24  | 10 | 6 | 2 | 2 | 193 | 177 | 16   |
| 3 | PLM Conflans | 23  | 10 | 5 | 3 | 2 | 219 | 204 | 15   |
| 4 | Bordeaux EC  | 20  | 10 | 4 | 2 | 4 | 208 | 174 | 34   |
| 5 | ASU Lyon     | 16  | 10 | 2 | 2 | 6 | 190 | 215 | -25  |
| 6 | ASPTT Nice P | 11  | 10 | 0 | 1 | 9 | 165 | 243 | -78  |

L'US Dunkerque est champion de France.
Les résultats des matchs sont, :
- 1re journée des 3-4 avril 1982 : US Dunkerque - PLM Conflans 30-25; PUC - ASPTT Nice 18 - 15; Bordeaux EC - ASU Lyon 28-17.
- 2e journée des 17-18 avril 1982 : US Dunkerque - ASU Lyon 20-19; Bordeaux EC - ASPTT Nice 23-15 PLM Conflans - PUC 22-17.
- 3e journée des 24-25 avril 1982 : US Dunkerque - Bordeaux EC 18-17; PUC - ASU Lyon 17-17; PLM Conflans - ASPTT Nice 22-20.
- 4e journée du 8 mai 1982 : BEC - PUC 21-14; US Dunkerque - ASPTT Nice 25-14; PLM Conslans - ASU Lyon 20-17.
- 5e journée du 15 mai 1982 : PLM Conflans - US Dunkerque 17-17; PUC - ASPTT Nice 28-19; ASU Lyon - BEC 20-18.
- 6e journée du 22 mai 1982 : US Dunkerque - ASU Lyon 28-17; BEC - ASPTT Nice 33-18; PUC - PLM Conflans 20-19.
- 7e journée des 5-6 juin 1982 : Conflans - ASPTT Nice 28-23; US Dunkerque - Bordeaux EC 17-14; PUC - ASU Lyon 25-19.
- 8e journée des 12-13 juin 1982 : Bordeaux EC 18-16; US Dunkerque - ASPTT Nice 24-10; PLM Conflans - ASU Lyon 28-22.

### Poule A de Nationale 1B
Le classement final de la poule A de Nationale 1B est :
|   | Équipe                        | Pts | J  | G | N | P | Bp  | Bc  | Diff |
| - | ----------------------------- | --- | -- | - | - | - | --- | --- | ---- |
| 1 | AS Mantes P                   | 25  | 10 | 7 | 1 | 2 | 215 | 197 | 18   |
| 2 | CEP Saint-Nicolas-d'Aliermont | 20  | 10 | 4 | 2 | 4 | 150 | 156 | -6   |
| 3 | Racing Club de France         | 19  | 10 | 4 | 1 | 5 | 182 | 162 | 20   |
| 4 | ASPTT Bar-le-Duc              | 19  | 10 | 4 | 1 | 5 | 201 | 213 | -12  |
| 5 | UJLRS Le Mans                 | 19  | 10 | 4 | 1 | 5 | 171 | 194 | -23  |
| 6 | US Ivry                       | 18  | 10 | 4 | 0 | 6 | 183 | 180 | 3    |

Les résultats des matchs sont, :
- 1re journée des 3-4 avril 1982 : AS Mantes - UJLRS Le Mans 24-16; US Ivry - RCF 17-14; CEP Saint-Nicolas-d'Aliermont - ASPTT Bar-le-Duc 15-15.
- 2e journée des 17-18 avril 1982 : AS Mantes - RC France 18-17; ASPTT Bar-le-Duc - US Ivry 24 - 20; CEP Saint-Nicolas-d'Aliermont 17-16.
- 3e journée des 24-25 avril 1982 : AS Mantes - US Ivry 21-20; CEP Saint-Nicolas-d'Aliermont - RC France 15-10; UJLRS Le Mans - ASPTT Bar-le-Duc 22-19.
- 4e journée du 8 mai 1982 : CEP Saint-Nicolas-d'Aliermont - US Ivry 16-12; AS Mantes - ASPTT Bar-le Duc 25-22; RCF - UJLRS Le Mans 26-16.
- 5e journée du 15 mai 1982 : Le Mans - AS Mantes 19-18; ASPTT Bar-le-Duc - CEP Saint-Nicolas-d'Aliermont 20-16; RCF - US Ivry 18-11.
- 6e journée du 22 mai 1982 : AS Mantes - RCF match arrêté; ASPTT Bar-le-Duc - US Ivry 21-20; CEP Saint-Nicolas-d'Aliermont - UJLRS Le Mans 13-11.
- 7e journée des 5-6 juin 1982 : US Ivry - AS Mantes 25-21; RC France - CEP Saint-Nicolas-d'Aliermont 20-10; UJLRS Le Mans - ASPTT Bar-le-Duc 22-18.
- 8e journée des 12-13 juin 1982 : US Ivry - CEP Saint-Nicolas-d'Aliermont 17-14; AS Mantes - ASPTT Bar-le-Duc 32-26; RC France - UJLRS Le Mans 18-18.

### Poule B de Nationale 1B
Le classement final de la poule B de Nationale 1B est :
|   | Équipe             | Pts | J  | G | N | P | Bp  | Bc  | Diff |
| - | ------------------ | --- | -- | - | - | - | --- | --- | ---- |
| 1 | AS Chemaudin P     | 24  | 10 | 6 | 2 | 2 | 197 | 170 | 27   |
| 2 | ASPTT Strasbourg   | 23  | 10 | 6 | 1 | 3 | 214 | 183 | 31   |
| 3 | Troyes OS          | 20  | 10 | 4 | 2 | 4 | 187 | 188 | -1   |
| 4 | JS Villersexel P   | 19  | 10 | 4 | 1 | 5 | 201 | 207 | -6   |
| 5 | Stade français BAC | 18  | 10 | 4 | 0 | 6 | 126 | 157 | -31  |
| 6 | ASPTT Paris P      | 16  | 10 | 2 | 2 | 6 | 149 | 169 | -20  |

Les résultats des matchs sont, :
- 1re journée des 3-4 avril 1982 : JS Villersexel - Troyes OS 28-26; ASPTT Paris - ASPTT Strasbourg 16-15; AS Chemaudin - Stade Français BAC 24-11.
- 2e journée des 17-18 avril 1982 : JS Villersexel - ASPTT Strasbourg 23-20; Troyes OS - Stade Français BAC 15-13; AS Chemaudin - ASPTT Paris 20-16.
- 3e journée des 24-25 avril 1982 : AS Chemaudin - JS Villersexel 23-20; ASPTT Strasbourg - Troyes OS 18-18; Stade Français BAC - ASPTT Paris 14-11.
- 4e journée du 8 mai 1982 : AS Chemaudin - Troyes OS 17-14; ASPTT Strasbourg - Stade Français BAC 21-11 JS Villersexel - ASPTT Paris 16-13.
- 5e journée du 15 mai 1982 : AS Chemaudin - Stade Français BAC 15-13; ASPTT Strasbourg - ASPTT Paris 23-21 ; Troyes OS - JS Villersexel 21-19.
- 6e journée du 22 mai 1982 : ASPTT Strasbourg - JS Villersexel 28-22; Stade Français BAC - Troyes OS 13-10; AS Chemaudin - ASPTT Paris 13-13.
- 7e journée des 5-6 juin 1982 : Troyes OS - ASPTT Strasbourg 29-24; JS Villersexel - AS Chemaudin 21-21; Stade Français BAC - ASPTT Paris 13-7.
- 8e journée des 12-13 juin 1982 : AS Chemaudin - Troyes OS 29-22; ASPTT Strasbourg - Stade Français BAC 25-8 ASPTT Paris - JS Villersexel 25-23.

### Phase finale de Nationale 1B
L'AS Chemaudin remporte la phase finale de Nationale 1B et est déclaré champion de Nationale 1B
|  | Demi-finales               | Demi-finales     |                        |    | Finale       | Finale       |
|  | Demi-finales               | Demi-finales     |                        |    | Finale       | Finale       |
|  |                            |                  |                        |    |              |              |
|  | 20 juin 1982               | 20 juin 1982     |                        |    | 21 juin 1982 | 21 juin 1982 |
|  | 20 juin 1982               | 20 juin 1982     |                        |    | 21 juin 1982 | 21 juin 1982 |
|  | AS Chemaudin               | 16               |                        |    | 21 juin 1982 | 21 juin 1982 |
|  | AS Chemaudin               | 16               |                        |    | 21 juin 1982 | 21 juin 1982 |
|  | CEP St-Nicolas d'Aliermont | 14               |                        |    | 21 juin 1982 | 21 juin 1982 |
|  | CEP St-Nicolas d'Aliermont | 14               | AS Chemaudin           | 22 |              |              |
|  | 20 juin 1982               |                  | AS Chemaudin           | 22 |              |              |
|  |                            | ASPTT Strasbourg | 20                     |    |              |              |
|  | ASPTT Strasbourg           | ASPTT Strasbourg | 20                     | 25 |              |              |
|  | ASPTT Strasbourg           |                  |                        | 25 |              |              |
|  | AS Mantes                  | 24               |                        |    |              |              |
|  | AS Mantes                  | 24               | Match pour la 3e place |    |              |              |
|  |                            |                  |                        |    |              |              |
|  | 21 juin 1982               |                  |                        |    |              |              |
|  |                            |                  |                        |    |              |              |
|  | CEP St-Nicolas d'Aliermont | 18               |                        |    |              |              |
|  | CEP St-Nicolas d'Aliermont | 18               |                        |    |              |              |
|  | AS Mantes                  | 17               |                        |    |              |              |
|  | AS Mantes                  | 17               |                        |    |              |              |

## Récompenses
Les meilleures joueuses sont :
- Triangle d'or : Carole Martin, Troyes OS
- Triangle d'argent : Pascale Jacques, US Dunkerque
- Triangle de bronze : Marie-Thérèse Bourasseau, Stade français